# Yaqārum
Yaqārum (III millennio a.C.) è stato un re amorreo di Ugarit, fondatore della dinastia reale.